# Phan Thanh Giản
Compléments
Négociateur du traité de Saigon.
Ambassadeur en France. Gouverneur.
Phan Thanh Giản (en chữ nho : 潘清簡), né le 11 novembre 1796 et mort le 4 août 1867, est un politicien et diplomate vietnamien, ambassadeur en France. Son nom de naissance est Jingbo (靖伯), et il est largement connu sous le surnom de Liang Xi (梁溪) et Meichuan (梅川).
Sous le règle de Minh Mạng à celui de Tự Đức, il a été successivement : vice-grand censeur du royaume, ministre et membre du Conseil secret, président du tribunal des rites, plénipotentiaire auprès du premier gouverneur de la Cochinchine française, l'amiral Louis Adolphe Bonard, chef de la mission extraordinaire envoyée à l'empereur Napoléon III aux Tuileries, à Paris, et enfin à son retour d'Europe, vice-roi des trois provinces occidentales de la Basse-Cochinchine.
Il a mené une ambassade en France dès 1863, et s'est suicidé lorsque la France a achevé l'invasion au sud du Vietnam (Cochinchine) vers 1867. Il vient de la province de Fujian en Chine. Le grand-père de Phan Thanh Giản était chinois, et il a épousé une Vietnamienne.

## Biographie

### Jeunesse
Phan Thanh Gian, fils d'un employé de rang inférieur de l'administration, est né dans un petit village nommé Baothanh, près de Batri, en 1796 - mort, en août 1867, à Vĩnh Long. Phan Thanh Gian passa brillamment tous ses examens. Licencié en lettres, puis docteur, il occupa auprès de l'Empereur Minh Mạng à la cour des mandarins, à Hué, un emploi de deuxième degré, puis rapidement il s'éleva au rang de vice-censeur du royaume, premier degré, deuxième classe.

### Traité de Saigon
Phan Thanh Giản était l'un des principaux mandarins de la cour Nguyễn. Il a joué un rôle majeur dans le traité de Saïgon avec les Français en 1862. Les négociations qui ont conduit au traité de Saigon (Cochinchine) : les provinces de Già Dinh, Mỹ Tho, Biên Hòa, les îles de Poulo Condore ont été cédées, et les Français ont payé les réparations.
Du fait de son rôle dans ses négociations, Phan Thanh Giản était plutôt populaire, autant auprès la population vietnamienne qu'à la cour du roi Tự Đức.

### Ambassade extraordinaire
Il fut envoyé à Paris le 4 juillet 1863, auprès de l'empereur Napoléon III avec Henri Rieunier, futur ministre de la marine et député. Le vice-grand-censeur du royaume était accompagné de deux autres mandarins et de soixante trois personnes attachés à son ambassade dont Truong-Vinh-Ky, mandarins inférieurs, secrétaires, soldats ou domestiques. Les ambassadeurs arrivèrent dans la capitale le 13 septembre et furent présentés le 18 septembre au ministre des Affaires étrangères et à l'empereur Napoléon III, le jeudi 7 novembre 1863 au palais des Tuileries. Ils apprirent, par la presse, que le gouvernement impérial était disposé à atténuer le traité de 1862. Après un court séjour, à Madrid, auprès de la reine Isabelle II d'Espagne ils arrivèrent, le 18 mars 1864, en Cochinchine à bord du Japon, pour annoncer à Tự Đức le succès de leur mission.

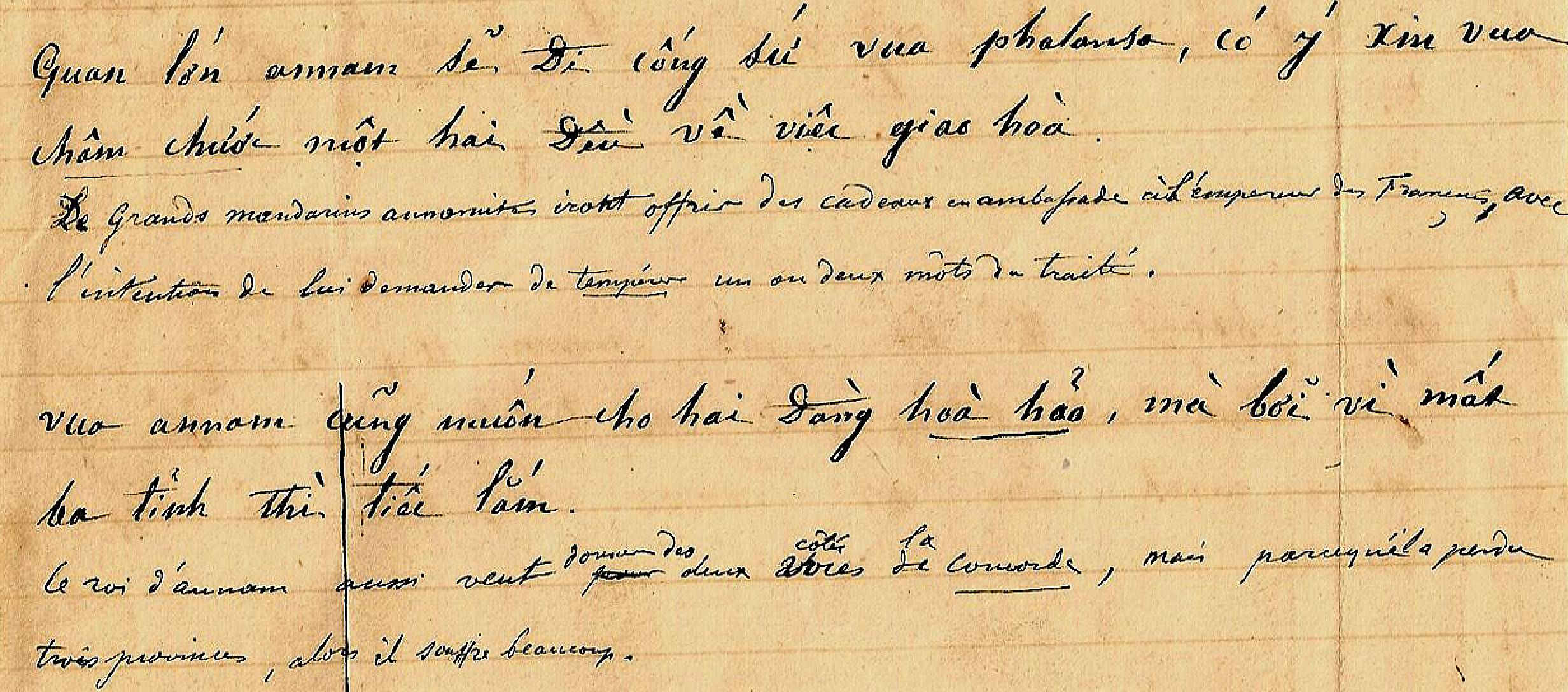
De grands mandarins annamites iront offrir des cadeaux en ambassade à l'Empereur des Français, avec l'intention de lui demander de tempérer un ou deux mots du traité. Le roi d'Annam aussi veut donner des deux côtés la concorde, mais parce qu'il a perdu trois provinces, alors il souffre beaucoup. Si l'empereur des Français ne veut pas adoucir un ou deux mots du traité de paix, alors le roi d'Annam ne sera pas content.
En mer, à bord de l'Européen, Juillet 1863.

## Gouvernorat
À son retour, Tự Đức nomma Phan Thanh Giản gouverneur des provinces méridionales restantes de Cochinchine. Lorsque la France envahit le reste des territoires du sud en 1867, Phan Thanh Giản choisit d’éviter la résistance armée et ne défendit pas la citadelle de Vĩnh Long, attendant des ordres qui ne vinrent jamais, démissionna de son poste et se suicida par empoisonnement.

### La mort de Phan Thanh Gian
Phan Thanh Gian, âgé de 74 ans, ne supportait plus les attaques que ses adversaires politiques menaient contre lui. Il voulait faire entrer son pays, à la suite de son voyage en Europe, dans une démarche de « progrès » à l'occidentale. Il ne réussit pas à dissuader le roi Tu Duc et la cour de Hué de continuer une politique de refus, de sape, et de lutte armée. Comprenant la résistance inutile, ne pouvant obéir aux ordres de son souverain, ni conserver à sa patrie les provinces dont il avait le gouvernement, il donna l'ordre aux mandarins, pour préserver le sort des populations, de livrer sans résistance, en 1867, les citadelles des trois provinces occidentales à la France.. L'illustre Phan Thanh Gian se résout donc à mourir. Il avait réuni sa nombreuse famille auprès de lui à Vĩnh Long. Ensuite il s'empoisonna devant tous ses parents en prenant une forte dose d'opium. Il avait fait préparer son cercueil et il avait adressé une lettre au gouverneur français, l'amiral Pierre-Paul de La Grandière. Par le sacrifice de sa vie le 5 juillet 1867, Phan Thanh Gian avait voulu racheter les fautes de son gouvernement et essayer auparavant de lui rendre les trois provinces qu'il avait perdues. Un détachement de soldats français lui rendit les honneurs funèbres.